# Guerre dell'oppio
Le guerre dell'oppio furono due conflitti, svoltisi rispettivamente dal 1839 al 1842 e dal 1856 al 1860, che contrapposero l'Impero cinese sotto la dinastia Qing al Regno Unito di Gran Bretagna e Irlanda, i cui interessi militari e commerciali nella regione erano stati posti sotto il controllo della Compagnia britannica delle Indie orientali. Le guerre giunsero al culmine di annose dispute commerciali tra i due Paesi: in risposta alla penetrazione commerciale britannica, che aveva aperto il mercato cinese all'oppio proveniente dall'Impero anglo-indiano, la Cina inasprì i propri divieti sulla droga e ciò scatenò il conflitto.
Sconfitto in entrambe le guerre, l'Impero cinese fu costretto a tollerare il commercio dell'oppio e a firmare con i britannici i trattati di Nanchino e di Tientsin, che prevedevano l'apertura di nuovi porti al commercio e la cessione dell'isola di Hong Kong al Regno Unito. Ebbe così inizio l'era dell'imperialismo europeo in Cina, e numerose altre potenze europee seguirono l'esempio, firmando con Pechino vari trattati commerciali. Gli umilianti accordi con gli occidentali ferirono l'orgoglio cinese e alimentarono un sentimento nazionalista e xenofobo, che si sarebbe poi espresso nelle rivolte di Taiping (1850-1864) e dei Boxer (1899-1901). Alcuni storici, soprattutto cinesi, considerano questo conflitto come l'inizio del secolo dell'umiliazione.

## Il commercio dell'oppio e gli interessi commerciali britannici
Con la colonizzazione portoghese di Goa in India e di Macao in Cina nel XVI secolo ebbero avvio i primi traffici commerciali marittimi tra Europa e Cina, al di fuori dell'antica via della seta. Il mercato cinese era largamente autosufficiente e le importazioni dall'Europa erano molto inferiori rispetto alle esportazioni. Nei secoli successivi, si venne quindi a creare un pesante deficit commerciale per le potenze europee, a cominciare dalla Spagna, che esportava dalle Filippine in Cina più argento di quanto arrivasse al Celeste Impero dalla via della seta. Anche il Regno Unito si trovava ad importare dalla Cina molto più di quanto esportasse, a causa della domanda di tè, riso, seta e porcellana. A partire dal 1700 Canton divenne il porto maggiormente utilizzato dagli europei per commerciare con la Cina, grazie alla favorevole posizione geografica e all'esperienza dei suoi mercanti nel trattare con gli stranieri.
L'oppio era stato introdotto in Cina da lungo tempo, e già dal 1483 veniva largamente consumato alla corte degli imperatori della dinastia Ming; a titolo esemplificativo, l'imperatore Wanli (1563-1620) ne consumava quantità elevate. Il dilagare della tossicodipendenza aveva indotto l'imperatore Yongzheng a proibirne nel 1729 la vendita e l'uso, permettendone l'importazione solo a fini terapeutici. In virtù di tale decisione i britannici avevano evitato a lungo di portarlo in Cina, ed erano stati i portoghesi a continuarne l'esportazione a Macao per farne medicinali.
La Compagnia britannica delle Indie orientali, dopo aver conquistato il Bengala sconfiggendo i francesi nella Battaglia di Plassey del 1757, iniziò in quella zona la coltivazione intensiva del papavero da oppio, assicurandosi il predominio nei traffici, selezionando gradualmente una qualità di oppio migliore e imponendo un sensibile aumento del suo prezzo nei mercati internazionali, concentrando inizialmente le esportazioni nel Sud-est asiatico. Attorno alla metà del XVIII secolo la dinastia Qing aveva nel frattempo limitato gli scambi con l'estero, concedendo ai mercanti il solo porto di Canton, nel quale operava in regime di monopolio (detto cohong), e imponendo una serie di dazi alle importazioni.
Per appianare i bilanci scompensati dalla sproporzione tra entrate e uscite con la Cina, nonché da altri problemi, tra cui i tagli delle sovvenzioni statali avvenuti dopo l'indipendenza degli Stati Uniti, verso la fine del XVIII secolo la Compagnia britannica delle Indie orientali cominciò a trasportare oppio in Cina, dove - malgrado la proibizione - era tornato di moda specialmente tra le classi più abbienti. Il traffico commerciale degli occidentali in Cina fu monopolizzato dalla Compagnia britannica delle Indie orientali, che poté così introdurre con facilità l'oppio coltivato nei propri possedimenti in India e scambiarlo con argento. In questo modo i britannici si arricchirono sempre di più, le scorte cinesi d'argento iniziarono a diminuire e crebbe ulteriormente il numero di cinesi tossicodipendenti.
Le nuove leggi predisposte dalla corte di Pechino per porre fine al fenomeno furono regolarmente eluse dai mercanti stranieri e la situazione creò nel Paese preoccupazioni sempre maggiori, una delle quali fu il timore che la diffusione dell'oppio tra le classi più povere potesse favorire eventuali rivolte. Un'altra delle ragioni per cui i cinesi non riuscivano ad estirpare il traffico fu la dilagante corruzione tra i loro funzionari, in particolare i governatori di Canton.

## La prima guerra

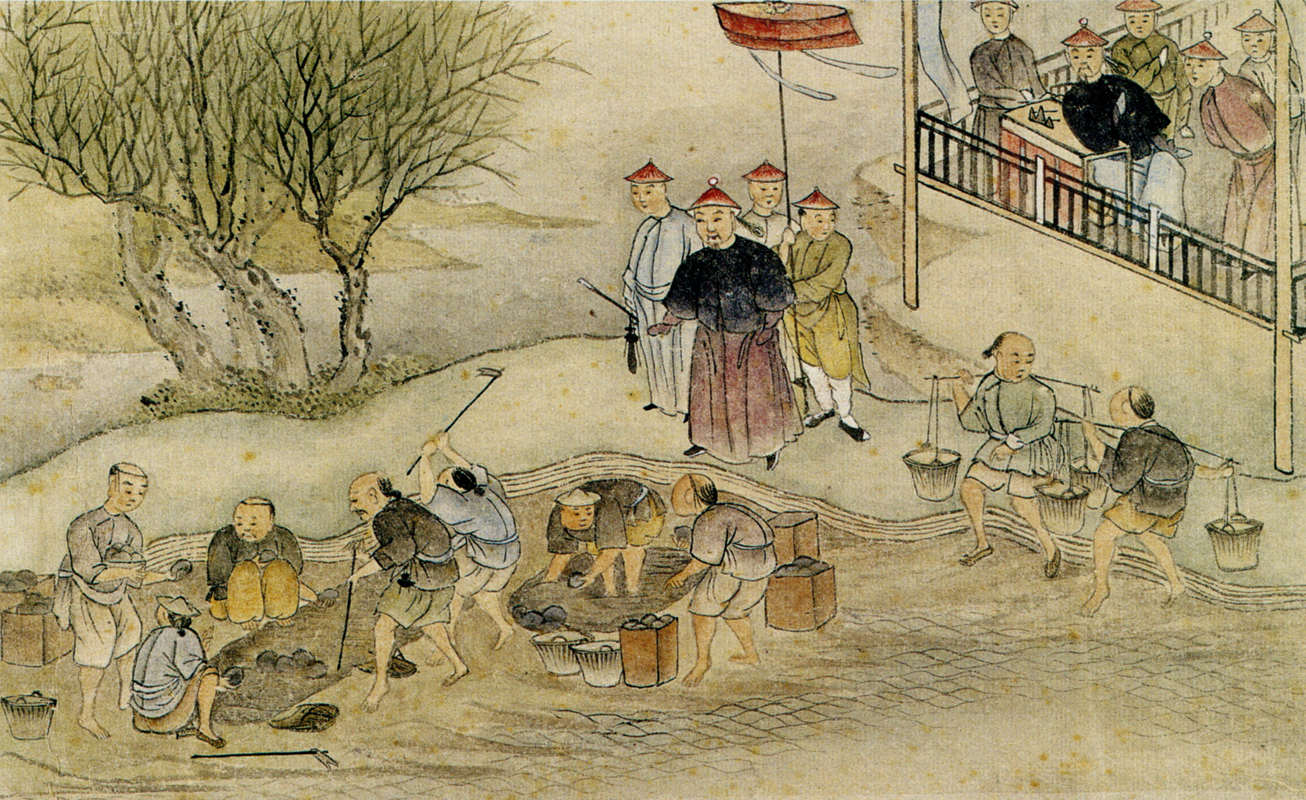
Lin controlla la distruzione dell'oppio a Canton nel 1839

L'imperatore Daoguang, salito al trono nel 1820, emanò nuove e più rigide leggi, senza ottenere risultati apprezzabili. Determinato a debellare il traffico, nel marzo del 1839 inviò in qualità di commissario imperiale il mandarino Lin Zexu a Canton, dove era concentrata la maggior quantità di oppio che entrava nel Paese. Lin ne fece subito distruggere un'enorme quantità sequestrata ai trafficanti stranieri e indirizzò una missiva alla regina Vittoria del Regno Unito affinché intercedesse per porre fine al traffico, missiva che non ottenne riscontro. La campagna antidroga da lui messa in atto fu il pretesto che scatenò la prima guerra dell'oppio tra britannici e cinesi.
I trafficanti persero 1 300 tonnellate di oppio senza ricevere alcun indennizzo. Dopo aver tentato senza successo di scambiare le scorte di oppio con tè, i cinesi entrarono nell'enclave e confiscarono con la forza dai magazzini dei commercianti europei tutte le scorte e ordinarono un blocco navale alle imbarcazioni degli stranieri per interrompere il traffico di oppio. Il commissario britannico per il commercio distaccato a Canton, capitano Charles Elliot, scrisse a Londra sollecitando l'uso della forza contro le autorità cinesi. Passò quasi un anno prima che i britannici decidessero, nel maggio 1840, di inviare truppe per riparare l'offesa subita dai mercanti di Canton e far ottenere un indennizzo per le merci confiscate e per garantire la sicurezza dei traffici commerciali.
Nel frattempo vi erano state le prime schermaglie tra imbarcazioni britanniche e cinesi il 4 settembre 1839 nell'estuario di Kowloon. La flotta militare britannica giunse il 21 giugno 1840 al largo di Macao e bombardò quindi il porto di Ting-ha. Durante il conflitto che seguì, la Royal Navy sfruttò la propria superiorità navale e di artiglieria pesante per infliggere una serie di gravi sconfitte alla Cina, una tattica che fu in seguito conosciuta come diplomazia delle cannoniere.

### Il trattato di Nanchino

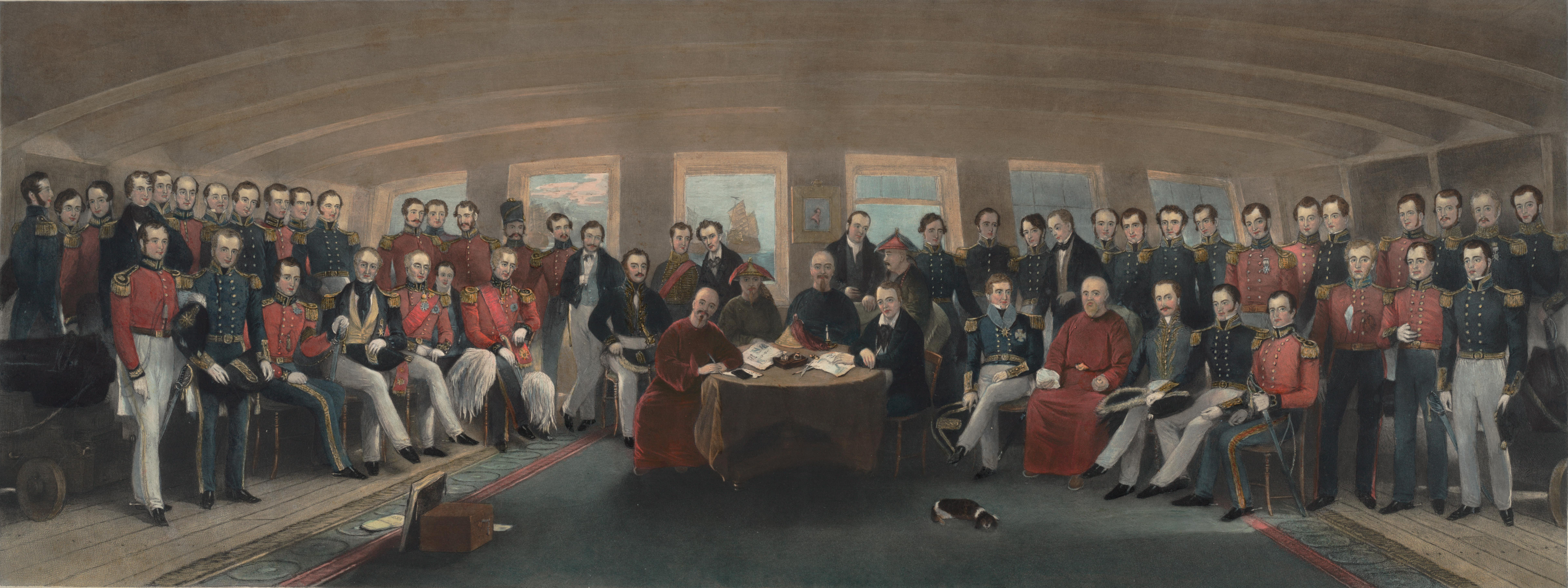
La firma del trattato di Nanchino, 1842

Il trattato di Nanchino, che concluse la guerra nel 1842, garantiva ai britannici l'apertura di alcuni porti (treaty ports), tra cui Canton e Shanghai, il libero accesso dell'oppio e degli altri loro prodotti nelle province meridionali con basse tariffe doganali e stabiliva la cessione dell'isola di Hong Kong all'impero inglese. Nei treaty ports gli inglesi potevano risiedere e godevano della clausola di extraterritorialità (potevano essere portati in giudizio solo davanti ai loro tribunali consolari).
Il trattato prevedeva anche la "clausola della nazione più favorita”: se la Cina avesse accordato privilegi a un altro paese straniero, questi sarebbero stati estesi automaticamente anche agli inglesi. Pochi anni dopo, Francia e Stati Uniti avrebbero estorto accordi simili a una Cina ormai in declino. Era iniziata l'epoca dei cosiddetti "trattati ineguali" che sancirono la supremazia degli stati stranieri sull'Impero Cinese.

### Le conseguenze
La prima guerra dell'oppio, mettendo a nudo la debolezza militare della Cina e aprendola alla penetrazione commerciale europea, ebbe il doppio effetto di sconvolgere gli equilibri sociali su cui si reggeva l'Impero e di far convergere su di esso le mire espansionistiche di altre potenze. Nel decennio 1850-60 la Cina si trovò così ad affrontare contemporaneamente una gravissima crisi interna - culminata nella lunga e sanguinosissima ribellione contadina nota come la rivolta dei Taiping - e un nuovo sfortunato scontro con i britannici, coadiuvati questa volta dalla Francia.

## Seconda guerra
Dopo lo scoppio della guerra civile nota come rivolta dei Taiping, i ribelli istituirono un regno con capitale a Nanchino. Nel frattempo a Canton fu inviato il nuovo commissario imperiale Yeh Ming-ch'en, che detestava i mercanti stranieri e si impegnò per stroncarne il traffico di oppio. Nell'ottobre 1856 fece requisire la nave britannica Arrow e arrestare l'equipaggio. Il governatore di Hong Kong John Bowring chiese l'intervento della flotta comandata dall'ammiraglio Michael Seymour, che il 23 dello stesso mese fece prima bombardare e occupare le fortezze sul fiume delle Perle che presidiavano l'accesso a Canton, e fece quindi bombardare la stessa Canton; non aveva comunque truppe a sufficienza per occuparla. Il 15 dicembre scoppiò una rivolta a Canton durante la quale alcune proprietà di commercianti europei furono date alle fiamme, e Bowring chiese nuovamente un intervento militare.
Dopo che fu assassinato un missionario francese, i britannici poterono contare sull'appoggio della Francia nella regione. Il Regno Unito aveva intanto richiesto nuove pesanti concessioni ai cinesi, tra cui la legalizzazione del commercio dell'oppio, la sua diffusione con la facoltà di impiegare i coolie, la manodopera locale a basso prezzo, la garanzia per i mercanti britannici di libero accesso a tutta la Cina e l'abolizione delle tasse per l'importazione di prodotti stranieri. I cinesi furono costretti ad accettare i nuovi accordi sfavorevoli.

### I nuovi trattati
Il governo imperiale, paralizzato dai contrasti fra le opposte tendenze, si mostrò incapace di reagire in modo adeguato e fu costretto a sottoscrivere i trattati di Tientsin nel 1858 e quello di Pechino nel 1860. In base ai trattati del 1858, la Cina dovette pagare un'indennità maggiore rispetto a quella versata dopo la prima guerra dell'oppio, abolire i divieti contro il commercio dell'oppio, aprire altri porti e concedere la libera circolazione sul suo territorio a mercanti e missionari stranieri. Con la convenzione di Pechino, le potenze occidentali ottennero esenzioni doganali e il libero accesso delle loro flotte alla rete fluviale cinese. Fu inoltre consentito di stabilire delegazioni diplomatiche nella capitale.

## Sviluppi successivi
Nel 1890 l'importazione cinese di oppio dall'India britannica cessò del tutto, grazie allo sviluppo della produzione interna nella regione sud-occidentale dello Yunnan.

## Cronologia degli avvenimenti
Prima guerra
- 1840: gli inglesi sbarcano sull'isola di Chusan davanti alla città di Ningbo ed inviano un ultimatum al governo imperiale cinese per favorire il commercio dell'oppio
- 7 gennaio 1841: gli inglesi occupano i forti cinesi a difesa della foce di Canton
- 1º marzo 1841: scoppia ufficialmente la guerra tra i due governi
- 27 maggio 1841: il governo imperiale cinese è costretto a versare 6 milioni di yuan in piastre per indennità di guerra agli Inglesi
- 26 agosto 1841: la guerra riprende; gli inglesi conquistano Amoy l'attuale Xiamen, grande città nel sud-est cinese.
- 1º ottobre 1841: occupazione inglese della città di Ting Hai nell'isola di Chusan
- 10 ottobre 1841: battaglia di Zhenhai
- 23 ottobre 1841: le truppe inglesi entrano a Ningbo, mentre la flotta britannica risale lo Yang Tze Kiang
- 16 giugno 1842: gli inglesi vincono la battaglia di Wu Song, il porto alla foce dell'omonimo fiume che bagna la vicina Shanghai
- 19 giugno 1842: Shanghai è occupata dagli inglesi
- 21 luglio 1842: nella conquista di Zhenjiang sono massacrati 1 600 manciù con le loro famiglie
- 9 agosto 1842: gli inglesi assediano Nanchino; si arriva a stipulare il trattato di Nanchino, con cui il governo cinese deve:
  - pagare un'indennità di 21 milioni di piastre
  - cedere l'isola di Hong Kong in perpetuo
  - aprire al commercio europeo i cinque porti di Amoy, Canton, Fuchou e isola Pagoda, Ningbo, Shanghai
  - istituzione di consolati europei e diritto di extraterritorialità

Primo dopoguerra
- 28 dicembre 1844: libertà della fede cristiana nell'impero cinese, i privilegi britannici sono estesi ai cittadini francesi (trattato di Wang Hia) e degli Stati Uniti (trattato di Whampoa)
- 1847: ripetute aggressioni a cittadini britannici portano alla spedizione di Canton. Vengono occupati i forti di Bocca Tigris e resi inutilizzabili 879 cannoni
- Anni 1850: i britannici chiedono sia rinegoziato il trattato di Nanchino in virtù della clausola della nazione più favorita. Le nuove richieste britanniche comprendono l'apertura dell'intera Cina ai commerci con le compagnie britanniche, legalizzazione del traffico di oppio, esenzione fiscale per i prodotti importati in Cina dall'estero, soppressione della pirateria, apertura di una ambasciata britannica a Pechino, precedenza alla versione in inglese su quella in cinese nei trattati bilaterali

Seconda guerra
- Ottobre 1856: marinai cinesi catturano la nave mercantile britannica Arrow, sospettata di essere una nave pirata
- 23 ottobre 1856: i britannici distruggono quattro fortezze; inizia la nuova guerra
- 25 ottobre 1856: bombardamento britannico di Canton
- 29 dicembre 1857: gli alleati britannici, francesi e americani occupano Canton
- 20 maggio 1858: la flotta anglo-francese occupa il forte di Taku
- 31 maggio 1858: occupazione anglo-francese di Tientsin
- 27 giugno 1858: nuovo trattato di pace con la cessione di nuovi otto porti aperti al commercio (Che fu, Chinkiang, Hankow, Kiukiang, Kingchow, Niuchuang, Swatow, Nanchino)
- marzo 1859: il viceré di Canton pone una taglia sul console britannico
- 24 giugno 1859: gli anglo-francesi sono bombardati alla foce del Pei ho
- 1º agosto 1860: spedizione anglo francese a Taku con 170 navi e 12 000 soldati inglesi e 90 navi e 8 000 soldati francesi
- 21 agosto 1860: sono conquistati i forti di Taku
- 25 agosto 1860: si aprono i negoziati di pace a Tientsin
- 9 settembre 1860: gli anglo-francesi marciano verso Pechino
- 18 settembre 1860: battaglia di Chang Tsia Wan
- 21 settembre 1860: battaglia di Palikao con 51 morti europei e 3 000 cinesi
- 8 ottobre 1860: gli europei saccheggiano il Palazzo d'Estate mentre la corte imperiale fugge verso nord; assedio di Pechino
- 10 ottobre 1860: Lord Elgin brucia il Palazzo imperiale d'estate e fa bombardare Pechino
- 13 ottobre 1860: Pechino capitola
- 24 ottobre 1860: Convenzione di Pechino, trattato di pace tra Cina, Francia e Regno Unito, con privilegi estesi anche a russi e americani: il governo cinese cede il territorio dell'Ussuri alla Russia ed apre agli europei il porto di Tientsin

Secondo dopoguerra
- Gli stessi privilegi sono estesi anche alla Prussia (1861), Danimarca e Olanda (1863), Spagna (1864), Belgio (1865), Italia (1866)